# Manolete (futbolista)
Manuel Ríos Quintanilla conocido como Manolete (La Coruña, España, 20 de mayo de 1945) es un exfutbolista español. Jugó de centrocampista en Primera División de España con el Real Club Deportivo de La Coruña y Valencia Club de Fútbol. Fue internacional absoluto con España en 2 encuentros.

## Trayectoria
Manolete se inició en las categorías inferiores del Perseverancio de Santo Tomás, pasó después al Deportivo Ciudad de juveniles y a continuación al Fabril. En 1963 pasó definitivamente al Deportivo de La Coruña. Tras más de 10 años en el Depor, fichó por el Valencia. En la temporada 1973/74 se marchó cedido al Hércules a petición del entrenador Arsenio Iglesias donde consiguió el ascenso a Primera división. Posteriormente regresó al Valencia pero una lesión de clavícula mal curada le obligó a retirarse definitivamente del fútbol. En su última temporada como deportivista jugó dos partidos con la selección española en Irlanda del Norte y Grecia.

## Clubes
| Club                   | País   | Periodo   |
| ---------------------- | ------ | --------- |
| Fabril Deportivo       | España | 1960-1961 |
| Deportivo de La Coruña | España | 1961-1972 |
| Valencia C. F.         | España | 1972-1973 |
| Hércules C. F.         | España | 1973-1974 |
| Valencia C. F.         | España | 1974-1975 |